# Máy bay ném bom

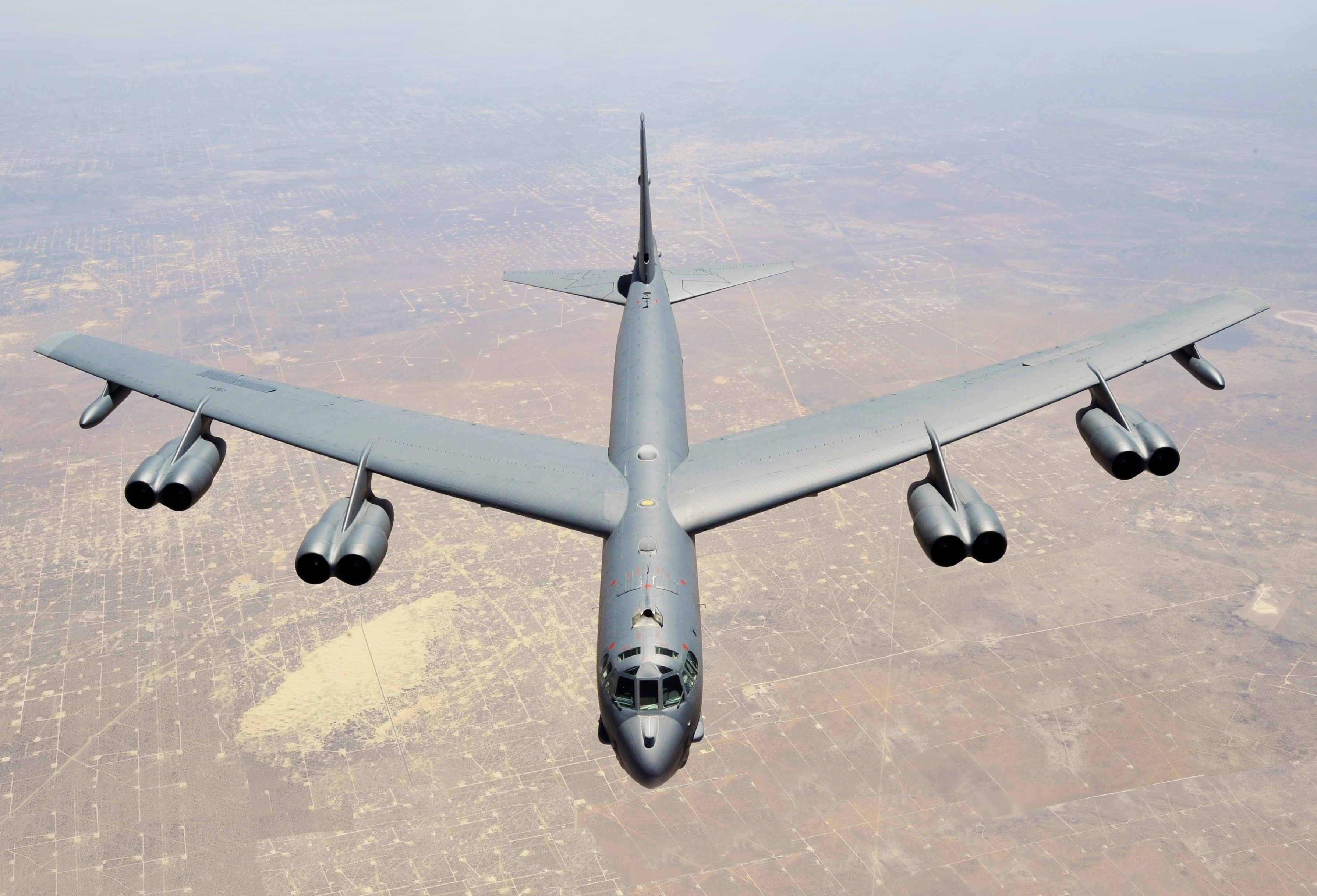
B-52 của Không quân Mỹ đang bay qua Texas

Máy bay ném bom (tên Hán Việt là oanh tạc cơ) là loại máy bay quân sự được thiết kế để tấn công các mục tiêu trên mặt đất và trên mặt nước bằng cách thả vũ khí không đối đất (ví dụ như bom), phóng ngư lôi hoặc triển khai tên lửa hành trình phóng từ trên không. Việc thả bom từ máy bay lần đầu tiên xảy ra trong Chiến tranh Ý-Thổ Nhĩ Kỳ, sau đó là những đợt ném bom lớn đầu tiên diễn ra trong Chiến tranh thế giới thứ nhất và Chiến tranh thế giới thứ hai bởi lực lượng không quân của tất cả các nước lớn, gây thiệt hại nặng nề cho nhiều thành phố, thị trấn, làng mạc, khu vực nông thôn. Máy bay ném bom đầu tiên được chế tạo là Caproni Ca 30 của Ý và Bristol T.B.8 của Anh, cả hai đều sản xuất năm 1913. Một số máy bay ném bom được sơn trang trí bằng hình vẽ nghệ thuật hoặc biểu tượng chiến thắng ở trên thân.
Có hai phân loại máy bay ném bom chính: chiến lược và chiến thuật. Ném bom chiến lược được thực hiện bởi máy bay ném bom hạng nặng được thiết kế chủ yếu cho nhiệm vụ ném bom tầm xa nhắm vào các mục tiêu chiến lược, nhằm làm tê liệt cơ sở hạ tầng hoặc giảm sản lượng công nghiệp, từ đó hạn chế khả năng tiếp cận tài nguyên và giảm khả năng tiến hành chiến tranh của kẻ thù. Ném bom chiến thuật thường được thực hiện bởi máy bay nhỏ hoạt động ở phạm vi ngắn hơn, nhằm mục đích chống lại hoạt động quân sự của đối phương và hỗ trợ hoạt động tấn công của đồng đội.
Trong Thế chiến thứ hai, hạn chế lớn nhất là sức mạnh động cơ, cùng với mong muốn về độ chính xác và các yếu tố vận hành khác, do đó thiết kế máy bay ném bom thời kỳ này có xu hướng được điều chỉnh cho phù hợp với các vai trò nhiệm vụ cụ thể. Tuy nhiên, vào đầu thời Chiến tranh Lạnh, máy bay ném bom là phương tiện duy nhất mang vũ khí hạt nhân bay tới mục tiêu của kẻ thù và giữ vai trò răn đe. Với sự ra đời của tên lửa không đối không dẫn đường, máy bay ném bom cần tránh bị bắn hạ, vì vậy bay tốc độ cao và ở độ cao lớn đã trở thành một phương pháp để trốn tránh bị phát hiện và bị tấn công. Sau khi tên lửa đạn đạo liên lục địa ra đời, vai trò của máy bay ném bom mang tính chiến thuật nhiều hơn trong nhiệm vụ hỗ trợ trên không, cũng như tập trung vào công nghệ tàng hình cho máy bay ném bom chiến lược.

## Phân loại
- Máy bay ném bom chiến lược được thiết kế dành cho các phi vụ tấn công tầm xa vào các mục tiêu chiến lược như các căn cứ hậu cần, cầu cống, nhà máy, xưởng đóng tàu và các thành phố với ý đồ gây ngăn cản nỗ lực chiến tranh của đối phương. Ví dụ: B-52, Tu-160, B-2 Spirit

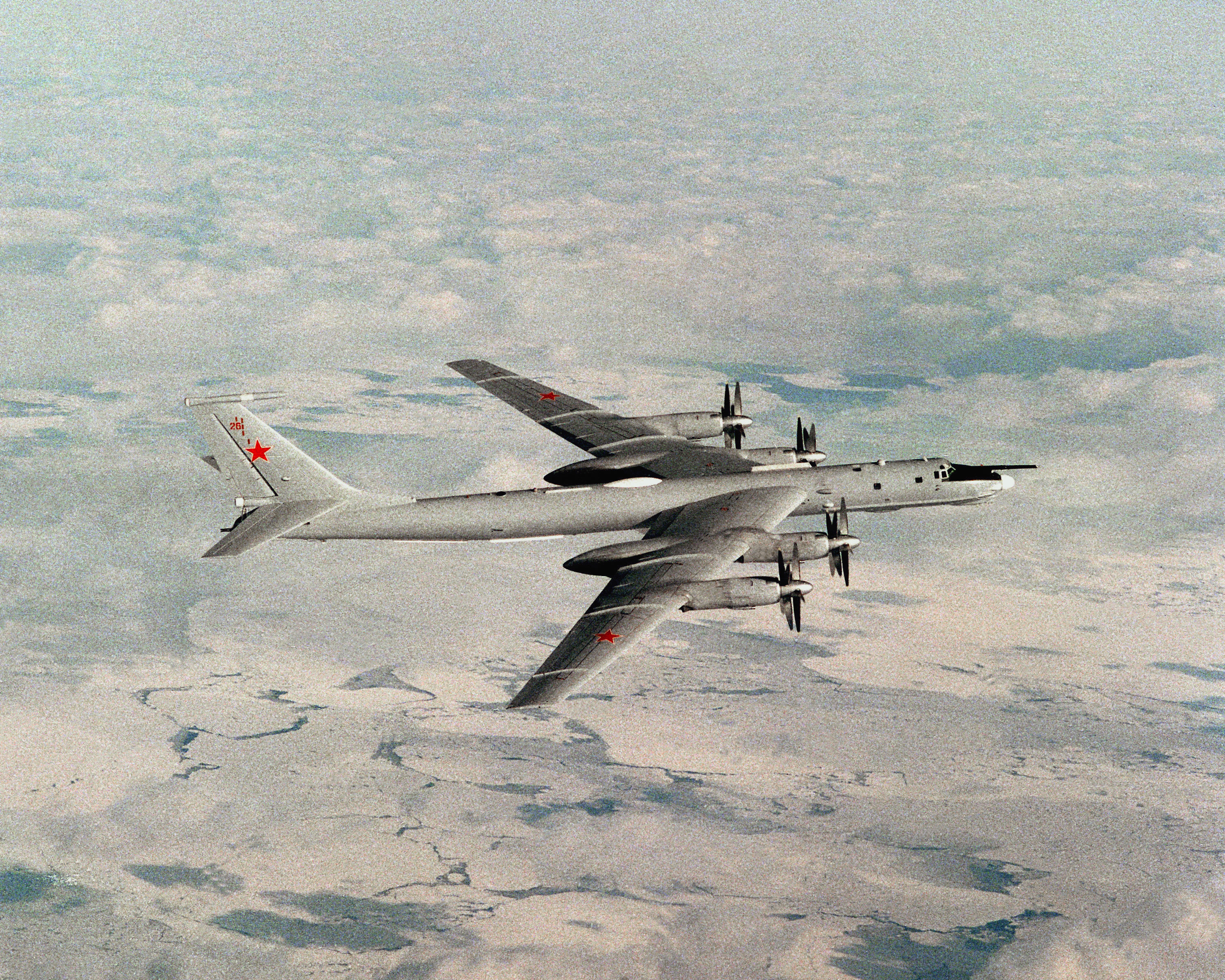
Máy bay ném bom chiến lược Tu-95 Nga

- Máy bay ném bom chiến thuật là loại máy bay nhỏ hơn, tầm hoạt động ngắn, chủ yếu là hỗ trợ các lực lượng trên mặt đất. Trong khái niệm quân sự hiện đại, những máy bay chiến đấu không phải là máy bay ném bom chiến lược đều được xếp vào loại này.

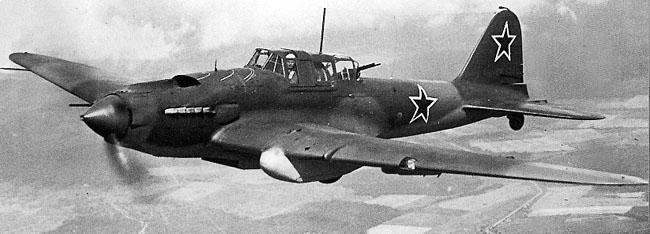
Máy báy tấn công mặt đất Il-2

- Máy bay tấn công mặt đất (máy bay yểm trợ tầm ngắn) được sử dụng hoạt động trên chiến trường và tấn công các mục tiêu chiến thuật ví dụ xe tăng, các khối bộ binh, v.v.

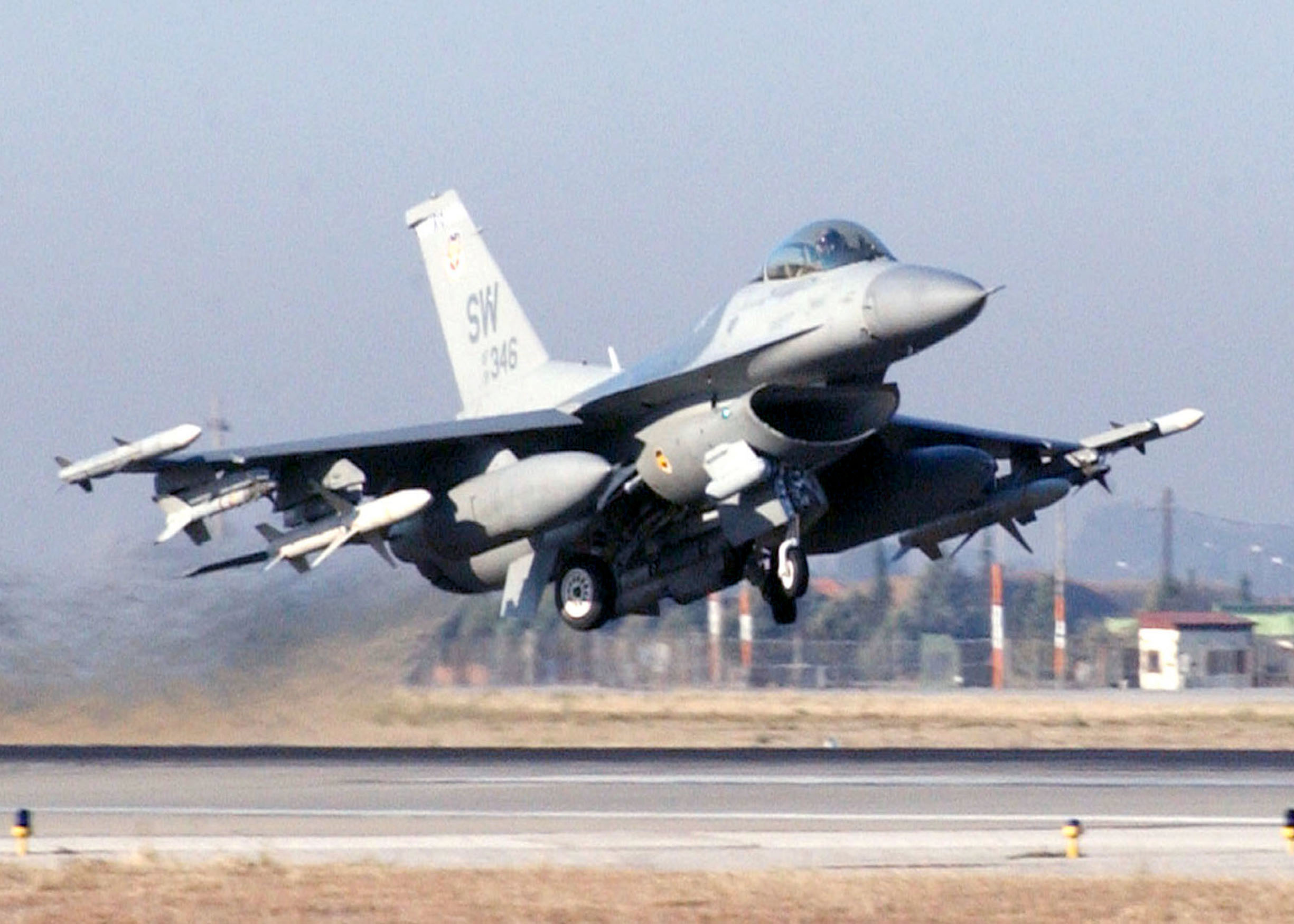
Máy bay ném bom-chiến đấu F-16.

- Máy bay ném bom-chiến đấu (còn gọi là máy bay tiêm kích, máy bay chiến đấu, chiến đấu cơ) là loại máy bay chiến đấu nhiều chức năng, có thể (ít là trên lý thuyết) được trang bị các vũ khí không-đối-không và không-đối-đất. Nhiều máy bay ném bom-chiến đấu được chế tạo cho nhiều mục đích sử dụng nhằm tiết kiệm chi phí và tăng tính linh hoạt. Ví dụ: Chengdu J-10, F-16, F/A-18 Hornet, Su-32, Mirage 2000 và Panavia Tornado.

## Lịch sử

### Chiến tranh thế giới thứ nhất và thứ hai
Máy bay ném bom xuất hiện cùng thời với máy bay chiến đấu từ đầu Chiến tranh thế giới thứ nhất. Chúng là những thiết bị bay ném bom xuống mục tiêu.
Người Đức sử dụng các khinh khí cầu zeppelin là các thiết bị bay ném bom đầu tiên bởi chúng có tầm hoạt động xa và năng lực chuyên chở lớn, có thể mang bom từ Đức tới Anh. Với những tiến bộ trong thiết kế máy bay và khí tài, chúng thường gắn với máy bay hai thân nhiều động cơ ở hai bên để có tầm hoạt động xa hơn (dùng ném bom chiến lược), đặc biệt là vào ban đêm. Việc ném bom chủ yếu trong thời gian này được thực hiện bằng các máy bay hai thân một động cơ (một phi công hoặc hai phi công), tầm bay ngắn, tấn công chiến tuyến đối phương và hậu phương sát chiến trường.
Trong quá khứ, máy bay ném bom được xếp là loại máy bay riêng và thường có hình dáng khác biệt với các loại máy bay khác. Điều này là do công suất của động cơ còn hạn chế, chúng phải được trang bị thêm động cơ để mang tải bom. Kết quả là các máy bay này to lớn hơn rất nhiều vừa để gắn thêm động cơ, vừa để có thêm không gian chứa bom và nhiên liệu.
Bởi công suất động cơ là cản trở chính, cộng với mong muốn tăng tính chính xác và các yêu cầu vận hành khác, máy bay ném bom có xu hướng được cấu trúc riêng cho từng nhiệm vụ. Cho đến đầu Chiến tranh thế giới thứ hai chúng bao gồm:
- Máy bay ném bom bổ nhào
- Máy bay ném bom tầm ngắn, tầm trung và tầm xa
- Máy bay phóng lôi
- Máy bay cho nhiệm vụ tấn công mặt đất.

Để đối phó với máy bay tiêm kích, đánh chặn của đối phương, máy bay ném bom chỉ được trang bị hỏa lực và thiếu khả năng cơ động linh hoạt. Chúng không được thiết kế hay có ý định tham gia không chiến, quần thảo với các máy bay chiến đấu. Phần lớn vẫn là những loại máy bay khá lớn và không linh hoạt – dầu vậy một số loại nhỏ hơn được chế tạo và sử dụng là cơ sở cho các máy bay tiêm kích ban đêm. Máy bay tấn công mặt đất có thể mang vũ khí không chiến, song phổ biến vẫn chỉ là những vũ khí dẫn đường cảm ứng nhiệt (tên lửa tầm nhiệt AIM-9) để tự vệ.

### Chiến tranh Lạnh
Khởi đầu Chiến tranh Lạnh, máy bay ném bom là phương cách duy nhất mang vũ khí hạt nhân xâm nhập mục tiêu và thực hiện nhiệm vụ răn đe. Với sự đe dọa của tên lửa có điều khiển, chúng chuyển sang các cách thức chiến đấu khác nhằm tránh bị đánh chặn. Tốc độ cao và trần bay cao là biện pháp tránh bị phát hiện và tấn công. Một số phi cơ như English Electric Canberra bay nhanh hơn cả các máy bay chiến đấu cùng thời. Khi tên lửa phòng không có thể với tới tầm cao, máy bay ném bom chuyển sang bay tầm thấp, tốc độ cao. Nhờ các loại bom hiện đại được thiết kế tự dẫn đường (không khác mấy với tên lửa có điều khiển), máy bay ném bom không cần phải bay trên đầu mục tiêu để thả bom. Thay vào đó, chúng có thể tấn công từ xa và nhanh chóng thoát khỏi tầm ảnh hưởng của sức nổ. Máy bay ném bom hạt nhân thường có vỏ kim loại đồng chất hoặc trắng sáng để tránh các hiệu ứng của vụ nổ hạt nhân.
Cùng trong thời gian này, vẫn còn nhu cầu ném bom quy ước trong các cuộc xung đột, ví dụ Chiến tranh Việt Nam và trong thời gian tình trạng khẩn cấp ở bán đảo Mã Lai (Malayan Emergency).
Việc phát triển các máy bay ném bom chiến lược cỡ lớn bị bế tắc cho đến gần cuối Chiến tranh Lạnh bởi chi phí gia tăng liên tục và sự ra đời của tên lửa đạn đạo liên lục địa, loại vũ khí có uy lực răn đe tương đương nhưng lại khó đánh chặn hơn. Chương trình máy bay XB-70 Valkyrie của Không quân Hoa Kỳ bị đình chỉ bởi lý do trên đầu thập niên 1960, và các loại máy bay B-1B Lancer, B-2 Spirit chỉ được đưa vào sử dụng sau khi giải quyết được các vấn đề về kỹ thuật và chính trị kéo dài. Chi phí cao còn có nghĩa là ít được chế tạo, những máy bay B-52 được thiết kế từ thập niên 1950 sẽ còn phải phục vụ tới thế kỷ 21. Tương tự, Liên Xô sử dụng máy bay tầm trung Tu-22M Blackfire trong thập niên 1970 vậy mà chương trình máy bay ném bom tốc độ 3 lần âm thanh (March 3) chỉ là con số không. Những chiếc Tu-160 Blackjack đạt tốc độ 2 lần âm thanh (Mach 2) của Nga chỉ được sản xuất với số lượng nhỏ, trong khi những chiếc Tu-16 và Tu-95 Bear ném bom tầm xa của thập kỷ 1950 sẽ vẫn được sử dụng trong thế kỷ 21 này. Cùng thời gian này, lực lượng không quân ném bom chiến lược của Anh gần như không còn tồn tại cùng với việc thải loại lực lượng V Bomber (chiếc cuối cùng chấm dứt hoạt động năm 1983). Quốc gia duy nhất khác vẫn tiếp tục xây dựng lực lượng ném bom chiến lược hiện nay là Cộng hòa nhân dân Trung Hoa với những chiếc Tu-16 Badgers do họ sản xuất. Hải quân Ấn Độ sử dụng loại 142 F, phiên bản của Tu-95 cho nhiệm vụ tuần tra biển. Những máy bay này có thể nhanh chóng chuyển sang thực hiện ném bom chiến lược.

### Thời hiện đại

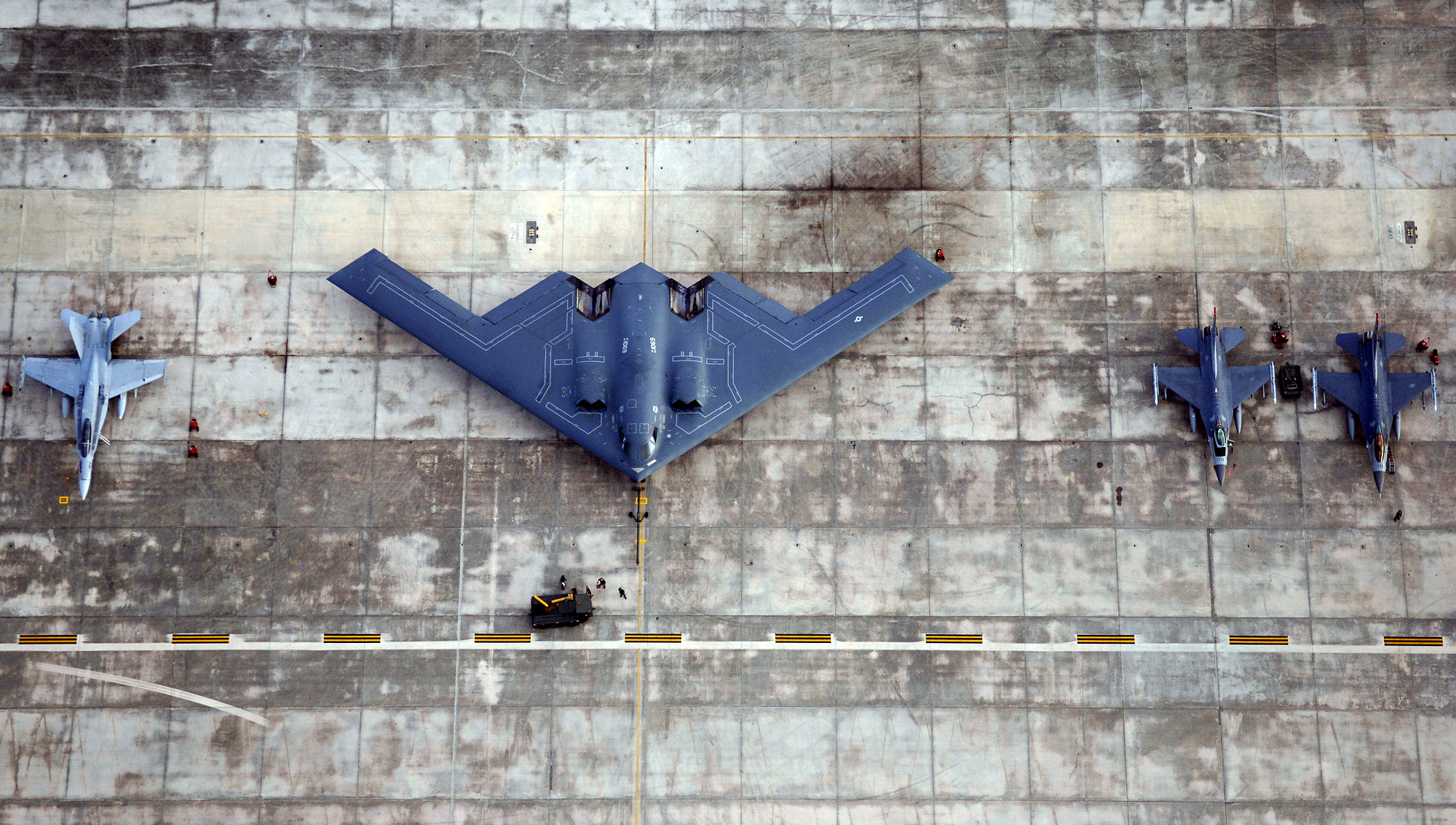
(Từ trái sang phải) Máy bay ném bom B-2 Spirit bên cạnh F/A-18 Hornet và hai chiếc F-16 Fighting Falcon

Hiện nay, chỉ có Không quân Hoa Kỳ, Bộ tư lệnh Hàng không Tầm xa của Lực lượng Hàng không vũ trụ Nga, và Không quân Quân Giải phóng Nhân dân Trung Quốc đang sử dụng máy bay ném bom hạng nặng chiến lược. Các quốc gia khác đã chuyển từ máy bay ném bom chuyên dụng sang sử dụng máy bay tiêm kích đa năng.
Hiện tại, Mỹ, Nga và Trung Quốc đang phát triển máy bay ném bom tàng hình để thay thế phi đội máy bay ném bom truyền thống, ví dụ như Mỹ đang phát triển Northrop Grumman B-21 Raider, Nga với PAK DA, và Trung Quốc với Xian H-20. Tính đến năm 2021, B-21 dự kiến sẽ đưa vào sử dụng trong năm 2026–2027, nó có khả năng bay lượn gần các khu vực mục tiêu trong thời gian dài.